# أنتوني لوفيت
أنتوني لوفيت (بالإنجليزية: Anthony Lovett)‏ هو كاتب أمريكي، ولد في 13 مايو 1961، وتوفي في 26 يناير 2014.